# Taekkyon

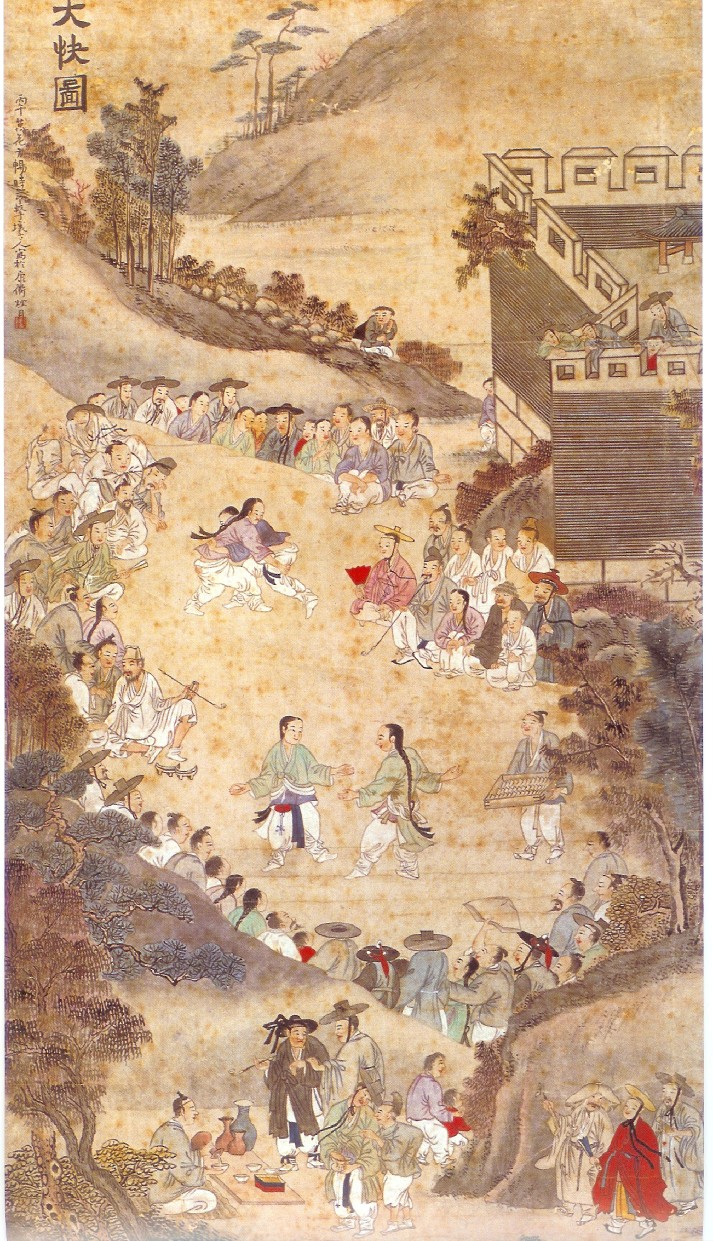
La peinture du ”Dae Kwae Do” peint par HyeSan Yusuk (1846). Le centre montre des compétiteurs de Taekkyon.

Le taekkyon (hangeul: 택견 ou 태껸) (autres romanisations connues: taekkyeon, taekgyeon, taekyun, taekyon, tae kyon...) est un art martial traditionnel de Corée. Il est caractérisé par des mouvements fluides et légers couplés à un jeu de jambes rythmique et évasif, qui lui donnent une apparence dansée.
Le peuple coréen le considère comme « la forme originelle » de tous les arts martiaux pratiqués en Corée.

## Histoire
Le taekkyon serait un art martial antique, créé par des populations troglodytes. Les écrits chinois de l'époque des Trois royaumes font référence à un type de techniques à mains nues arrivant de Chine: le "Subak". À l'heure actuelle, nous ne sommes pas sûrs s'il s'agissait d'un terme générique ou d'une discipline particulière.
La peinture murale du IVe siècle de la tombe de Muyong-chong à Ji'an en Chine illustre ce qui pourrait être une forme antique du taekkyon.
À partir du XVIIe siècle, le Subak fait progressivement place au Taekkyon dans les sources écrites. Très populaire pendant la dynastie Choson, le Taekkyon était pratiqué à tous les niveaux de la société, en tant qu'art martial et jeu folklorique. Réprouvé par les élites néo-confucéennes, sa pratique en fût affectée et entama une longue période de déclin vers la fin du XIXe siècle.
À l'époque de la colonisation japonaise (1910-1945), les arts martiaux indigènes furent frappés d'interdiction par les autorités et le Taekkyon faillit alors disparaître. À l'issue de la guerre de Corée il ne restait plus qu'un seul maître en activité: Song Deok-Gi (1893-1987) du village de Sajik dans le nord de Séoul. Sorti au grand jour après plusieurs décennies, il transmit son savoir à de nouvelles générations d'élèves, sauvant ainsi l'art de l'extinction.
Pour ces raisons, le Taekkyon fût reconnu comme patrimoine culturel intangible (numéro 76) (hangeul: 중요무형문화재 76호) par la République de Corée, le 1er juin 1983. Il est le seul art martial coréen à bénéficier d'une telle reconnaissance avec le Ssireum et le tir à l'arc traditionnel coréen.
En 2011, l'UNESCO l'inscrit dans sa liste représentative du patrimoine culturel immatériel de l’humanité.(en)

## Styles et écoles
Quatre écoles et associations se réclament de l'enseignement de Song Deok-Gi:
- The Widae Taekkyon Preservation Society ou "Société de Préservation du Widae Taekkyon", aussi appelée World Widae Taekkyon Organization (WWTO)[5]. Basée à Séoul et à Los Angeles. Menée par Lee Jun-seo et Ko Yong-U, les deux plus anciens élèves de Song Deok-Gi[6]. Cette association fût instaurée en 1983 par Song Deok-gi et Lee Jun-seo et reprise par ce dernier à la mort du vieux maître en 1987.
- The Korea Traditional Taekgyeon Association (KTTA)[7]. Basé à Chungju. Le KTTA est dirigé par Jeong Kyung-hwa qui a reçu le titre de "bien culturel vivant de la deuxième génération" du gouvernement coréen en 1995. Il était l'élève principal de Shin Han-seung. Le KTTA joua un grand rôle dans la reconnaissance du Taekkyon en tant que patrimoine culturel immatériel de l'humanité[8].
- The Korea Taekkyon Federation (KTF)[9]. Basée à Busan, créée en 1991. La KTF est dirigée par Lee Yongbok. À l'origine 8e Dan en Taekwondo, il a principalement appris le Taekkyon en autodidacte après un bref passage sous Song Deok-gi et Shin Han-seung. La KTF est de loin la plus grande et la plus développée de toutes les écoles de Taekkyon en Corée et à l'étranger[10]. Cette école a contribué à façonner l'image moderne du Taekkyon comme  un jeu folklorique non violent avec des techniques axées sur les coups de pied et la compétition.
- The Kyullyun Taekyun Association (KTK)[11]. Basé à Séoul, créé en 2000 par Do Ki-hyun, un ancien élève de Song Deok-gi. L'école est célèbre pour organiser chaque année depuis 2004 le Taeyun Battle (ou TK Battle), l'un des tournois les plus prestigieux de Corée[12].

S'étant exporté à l'international depuis le début des années 2000, le Taekkyon est maintenant pratiqué dans le monde entier avec des écoles en Australie, en Chine, au Danemark, en France, en Allemagne, au Japon, au Kazakhstan, en Norvège, en Russie, au Royaume-Uni et aux États-Unis.